# Hermannstetten (Wüstung)
Hermannstetten ist ein seit dem 17. Jahrhundert verschwundener Ort auf dem Gebiet der Landkreise Unterallgäu und Ostallgäu in Bayern.

## Lage
Hermannstetten lag etwa zwei Kilometer südlich von Wiedergeltingen, ungefähr im Bereich der Flurgrenze zwischen Jengen und Wiedergeltingen. Im Westen von Hermannstetten befindet sich der bewaldete Höhenrücken des Heisteigs. Das ehemalige Siedlungsgebiet wird vom Hungerbach durchflossen.

## Geschichte
Hermannstetten, auch Hermolastettin genannt, bestand aus drei Höfen mit den Namen Ober-, Mitter- und Unterhermannstetten. Ober- und Mitterhermannstetten gehörten zur Pfarrei Weicht. Unterhermannstetten hingegen gehörte zu Weinhausen. Als eine frühe geschichtliche Erwähnung wird die Schenkung eines Hofes durch König Konradin an das Kloster Steingaden am 7. Juli 1264 genannt. Es folgten weitere Verkäufe von Höfen an das Kloster Steingaden. Am 13. April 1579 gab das Kloster Steingaden im Tausch eine landwirtschaftliche
Fläche bei Hermannstetten wieder ab. Die Verheerungen des Dreißigjährigen Krieges trafen auch die Gegend um Wiedergeltingen sehr hart. Der Bevölkerungsrückgang in einigen Teilen Süddeutschlands betrug bis zu 2/3. Hiervon war auch Hermannstetten betroffen. Während des Schwedenkrieges (1630–1635) innerhalb des Dreißigjährigen Krieges wurde der Ort aufgelassen. Auf einer im Jahre 1758 erschienenen Karte war Hermannstetten bereits nicht mehr eingezeichnet. Auch auf den ersten topographischen Karten der Bayerischen Landvermessung ab 1808 findet sich kein Hinweis mehr. An Hermannstetten erinnert heute noch der Flurname „Hermannstetterfeld“.